# Konstantin Nikolaevič Romanov
Konstantin Nicolaevič Romanov (in russo Константин Николаевич Романов?; San Pietroburgo, 21 settembre 1827 – San Pietroburgo, 25 gennaio 1892) è stato figlio dello zar Nicola I e di sua moglie Carlotta di Prussia.
I suoi genitori furono felici di avere un secondo figlio dopo nove anni in cui erano nate solo femmine: Nicola I e sua moglie si amavano e amavano i loro figli, cui diedero un'ottima istruzione. Benché la prole imperiale di solito rimanesse sotto la supervisione di governanti e tate fino ai sette anni, già a cinque Costantino era troppo ostinato e difficile da gestire per una domestica, per cui suo padre gli assegnò un insegnante privato: avendo già deciso che il figlio sarebbe diventato l'ammiraglio generale della Marina Imperiale, lo zar scelse Fëdor Litke come aio per il bambino.
Litke, che aveva circumnavigato il globo all'età di vent'anni, era un uomo sfacciato e grasso, portato alle polemiche o alle offesa e passò queste attitudini al suo allievo. Formò il ragazzo nelle scienze navali e gli riempì la testa di racconti di mare, guadagnandosi l'amicizia del giovane per la vita. Le lingue furono una parte importante della formazione di Konstantin: imparò il russo, l'inglese, il tedesco ed il francese. Mentre cresceva le sue lezioni diventavano più lunghe e complesse, comprendendo la matematica, la scienza, la statistica e la gestione del governo. Ci furono anche brevi lezioni ed esercitazioni militari. Konstantin inoltre amò la musica, imparando a suonare il piano ed il violoncello, il disegno e ebbe molta attitudine alle arti. Fu anche un lettore entusiasta ed il suo amore per Omero lo spinse a tradurre l'Odissea in tedesco.
Nel 1835 accompagnò i suoi genitori in Germania e dall'età di otto anni in poi fu educato a tenere un diario: nello stesso periodo gli fu affidato un piccolo yacht, con cui avrebbe navigato fra Peterhof e Kronstadt, passando i suoi giorni in mare e tornando a casa di notte. Nel 1836, accompagnato da Litke, fu imbarcato su una lunga crociera navale ed infine ebbe il comando della fregata russa Ercole, sotto la direzione di Litke. Durante l'addestramento fu trattato come tutti gli altri cadetti navali, nonostante il suo titolo di granduca lo dispensasse da questo. Fu messo a sentinella a mezzanotte sia con la pioggia che con le tempeste. All'età di sedici anni, Konstantin fu promosso al rango di capitano e servì come comandante della fregata Ulisse, visitando i vari porti lungo il golfo di Finlandia ed arrivando in seguito fino al Mediterraneo.
L'incoraggiamento ed il consiglio di sua zia, la granduchessa Elena Pavlovna ebbero una notevole sulla formazione del giovane. Elena lo prese sotto la sua ala, instillandogli il suo gusto per la letteratura e la musica e facendogli conoscere le ultime idee scientifiche. Ben nota per le sue idee liberali, ebbe una grande influenza nelle visioni politiche del nipote. Nell'ambito dell'influenza di Litke, Konstantin cominciò a ricoprire incarichi ufficiali, assumendo il patronato della nuova Imperial Società geografica russa, che dipendeva dal Ministero degli Affari Interni in cui lavorava un numero cospicuo di burocrati liberali, tra cui Nikolaj Miljutin.

## Matrimonio
I membri maschi della famiglia Romanov erano famosi per il loro bell'aspetto e la loro altezza, ma Costantino era piuttosto basso e brutto. Venne descritto da un osservatore: " La sua carnagione era giallastra, il colore dei suoi capelli era piuttosto neutro ed assomigliava alla sabbia della spiaggia. I suoi occhi erano grigi, sognanti e semichiusi e un naso enorme che pareva tagliato nel legno enorme aveva preso il posto del profilo greco di suo padre". Aveva una voce cavernosa, una personalità predominante e modi bruschi. Con un temperamento spiccio, Konstantin era un uomo difficile e spesso sgradevole.
Nel 1846 sua sorella Olga aveva sposato il principe ereditario di Württemberg Carlo: la seguì nel viaggio a Stoccarda e proseguì per Altenburg, dove conobbe la principessa Alessandra di Sassonia-Altenburg: l'incontro era stato organizzato dai genitori della ragazza, che pensavano ella avrebbe fatto una buona impressione sul giovane granduca. Alessandra era infatti bella in maniera sconvolgente, alta e magra e Konstantin desiderò immediatamente sposarla. "Non so che cosa sta accadendo in me. È come se fossi una persona completamente nuova. Solo un pensiero mi muove, solo un'immagine riempie i miei occhi: per sempre e soltanto lei, il mio angelo, il mio universo. Realmente penso di essere innamorato. Tuttavia, che cosa può significare? Io l'ho conosciuta solo da poche ore e sono già pronto fino alle orecchie nella passione."
Konstantin aveva diciannove anni ed Alessandra sedici: una volta fidanzati dovettero aspettare due anni per sposarsi. Il 12 ottobre 1847 lei arrivò in Russia, in febbraio si convertì all'ortodossia, diventando la granduchessa Aleksandra Iosifovna: si sposarono sei mesi dopo, l'11 settembre 1848 nel San Pietroburgo. Entrambi amavano la musica, lei suonava il violoncello ed il piano e sembravano essere una buona coppia, che vivevano felicemente il loro matrimonio. Vissero in alcuni dei palazzi più lussuosi dell'impero: Pavlovsk, Strelna ed il Palazzo di Marmo; questi ultimi due furono il regalo di nozze dei suoi genitori con Strelna. Un anno dopo le nozze Konstantin ereditò Pavlovsk dallo zio il granduca Michail Pavlovič e, alla morte della madre, il palazzo di Orianda in Crimea.
Konstantin e sua moglie la granduchessa Aleksandra Iosifovna ebbero sei figli:
- Nikolaj Konstantinovič (1850-1918), esiliato in Asia Centrale, ebbe dei figli illegittimi.
- Ol'ga Konstantinovna Romanova (1851-1926), regina dei Greci.
- Vera Konstantinovna (1854-1912), duchessa del Wurtenburg
- Konstantin Konstantinovič (1858-1915), poeta ed intellettuale, ebbe eredi
- Dmitrij Konstantinovič (1860-1919), militare di carriera, scapolo
- Vjačeslav Konstantinovič (1862-1879), morto di infiammazione cerebrale.

## Prime esperienza militari
Nel 1849 come giovane ufficiale, Costantino prese parte alla campagna militare in aiuto dell'Impero d'Austria per schiacciare una rivolta in Ungheria: fu la prima volta che prese parte ad un vero conflitto militare. Partecipò a tre attacchi pericolosi, spingendosi fin nei pressi del fuoco nemico e per il suo valore fu insignito della Croce di san Giorgio. L'anno dopo Konstantin divenne membro del Consiglio di Stato.
Nel 1853 suo padre Nicola I lo creò ammiraglio generale della Flotta Imperiale e lo pose a capo del Ministero della Marina Imperiale: in questa posizione ebbe l'incarico di riformare la marina russa, che era rimasta sostanzialmente immutata dai tempi di Pietro il Grande, ma gli toccò non solo di guidare una flotta arcaica, ma anche di vederla imboccare il disastro che fu per essa la Guerra di Crimea. Durante il conflitto poi suo padre morì e Konstantin raccomandò a suo fratello di negoziare la pace per una guerra già persa. All'inizio del 1856 accompagnò suo fratello Alessandro II in Crimea per osservare in prima persona le devastazioni della guerra. Queste iniziali esperienze militari crearono nel giovane granduca un'avversione alla vita militare ed un senso di futilità per la guerra. Da quel momento in poi divenne un uomo di pace, malgrado il suo vivo interesse per la marina, e politicamente un progressista. Iniziò una fitta relazione di lavoro tra i due fratelli, che divennero responsabili di molte riforme. Konstantin fu anche inviato per una missione diplomatica presso Napoleone III.

## Riforma navale
I programmi per la riforma della Marina Imperiale attirarono l'attenzione di Konstantin all'inizio del regno di suo fratello. Visitò l'Inghilterra e la Francia nel 1857 per studiare le navi moderne: sapendo che la Russia aveva una potenza militare inferiore, egli si impegnò per iniziare un'opera di modernizzazione, facendo in modo che le vecchie fregate di legno armate di cannoni venissero sostituite con nuove imbarcazioni in ferro ed acciaio armate con moderna artiglieria francese od inglese. All'inizio del 1857 supervisionò un programma globale che completamente trasformò la Marina Imperiale e la trasformò in una delle prime in Europa. Grazie ai suoi programmi, la flotta baltica ebbe 18 navi da guerra, dodici fregate e 100 cannoniere, mentre la flotta del Pacifico si rafforzò con dodici nuove navi corazzate, nove navi da trasporto e quattro fregate. Soltanto la flotta del Mar Nero rimase era in gran parte trascurata, in conseguenza delle limitazioni stabilite dopo la guerra di Crimea. Tuttavia vi si aggiunsero diciannove nuovi vascelli, il massimo permesso all'Impero.
Lo spirito della riforma di Konstantin si dovette confrontare con una elefantiaca burocrazia che ostruiva ogni innovazione. "Voglio lupi di mare e marinai, non una massa di impiegati" disse. Era energico e risoluto. Tanto più formava la propria riforma della marina, tanto più venne coinvolto nella riforma delle accademie navali e militari, ed in un'indagine completa sulla corruzione nell'esercito e nella revisione delle leggi sulla censura. Brusco, di modi spicci ed assolutamente sprezzante di chiunque gli si opponesse, poteva affrontare i problemi che scoraggiavano il suo fratello maggior ben più sensibile.
Come capita sempre con i riformatori, Konstantin venne sia elogiato che disprezzato. Un critico disse che era il più intelligente ed abile tra i fratelli di Alessandro II ma aggiunse che si concentrava troppo su sé stesso per interessarsi del benessere degli altri. Tuttavia il lavoro del granduca ebbe una durevole influenza sulla flotta, che sotto la sua guida fu ricostruita, rinforzata e resa moderna, abbandonando del tutto le vecchie fregate lignee dei tempi di suo padre. Lasciò alla Russia la terza marina militare del mondo, una forza navale conosciuta per la sua resistenza e temuta per la sua disciplina.

## Emancipazione dei servi
La riforma più importante di tutte fu l'emancipazione dei servi della gleba, una politica che fu sgradita a gran parte della nobiltà russa. Quando il comitato nominato appositamente puntò i piedi e mise su delle difficoltà, Alessandro II chiese a Konstantin nel settembre 1857 di entrare a farne parte: dove lo zar era incerto di sé, il fratello minore era più tenace, di temperamento rapido e del tutto disinteressato a ciò che gli altri avrebbero potuto pensare di lui. Nel 1858 un comitato per l'emancipazione, che comprendeva soltanto i membri più progressivi, Konstantin, Lanskoy, Yakov Rostovtsev, Nikolay Milyutin ed i loro alleati, sostituì quello originale. Nonostante questo, i progressi furono ancora lenti, specialmente perché parecchi membri avevano a che dire dei modi bruschi del granduca.
Gli irriducibili nel comitato sapevano bene come discutere con Konstantin, ma continuarono ad usare ogni mezzo possibile per provocarlo, creando così dei freni alla riforma. Egli si trovò ad affrontare un comitato profondamente diviso fra i riformatori che puntavano ad attuare subito il decreto di riforma dell'imperatore e i conservatori che con veemenza si opponevano all'emancipazione dei servi. Konstantin fu particolarmente sdegnato da numerose proteste aristocratiche contro il suo programma, commentando una volta che gli oppositori non erano neppure degni che lui ci sputasse sopra. In parecchie occasioni il granduca riuscì a malapena ad evitare al comitato la disintegrazione per le tensioni. Le difficoltà ed il peso di tutto questo ricadeva su Konstantin, che oltretutto veniva insultato con pettegolezzi malevoli ed offensivi dai suoi nemici, che di lui dicevano essere un "matto, il risultato di troppa masturbazione".
Anche se suo fratello non aveva cessato mai di sostenerlo, dopo dodici mesi tempestosi Konstantin decise che ne aveva avuto abbastanza “della nobiltà ignobile". Frustrato e scoraggiato, partì per una rilassante crociera all'estero e tornò al suo posto quasi un anno dopo, rilassato dalla vacanza. La determinazione del fratello per avere dei risultati tangibili alla fine pagò: un piano generale per l'applicazione della riforma fu steso e dopo quasi cinque anni l'emancipazione si trasformò in legge nel 1861. Alessandro II pubblicamente ringraziò per il suo contributo Konstantin.

## Viceré della Polonia
Nel 1861 nel settore russo della Polonia, divisa dal secolo precedente, ci furono dei tumulti e venne applicata la legge marziale: Alessandro II aveva bisogno di un abile Governatore e vi nominò il fratello. All'inizio di 1862 Konstantin arrivò a Varsavia come nuovo Namestnik del Regno di Polonia e il 4 luglio 1862, il suo secondo giorno come Governatore-generale, l'apprendista sarto e nazionalista polacco de Jonza lo vide lasciare un teatro di Varsavia e gli sparò; la pallottola lo colpì di striscio alla spalla, ma lo lasciò tutto sommato illeso. Konstantin descrisse così l'attentato: "Entrai nella piazza ed un uomo sbucò dalla folla e mi si avvicinò. Dal petto tirò fuori una pistola e sparò. Indietreggiai verso il teatro, altrimenti adesso sarei morto."
Benché lo zar gli avesse inviato un telegramma ordinandogli di rientrare a San Pietroburgo immediatamente, Konstantin preferì rimanere e la granduchessa sua moglie appoggiò questa decisione. Il suo aggressore venne interrogato ed impiccato e Konstantin si appellò pubblicamente ai cittadini di Varsavia perché ponessero fine alle violenze. Dopo questo episodio, venne accompagnato sempre da un contingente di Cossacchi ovunque andava.
Nel luglio 1862 la moglie di Costantino ebbe il sesto ed ultimo figlio a Varsavia: come segno di conciliazione con i polacchi, decise di dare al bimbo un nome polacco, Vaclav (cioè Venceslao), ma i Russi insisterono per la forma russificata del nome, Vjačeslav, un compromesso che non soddisfece nessuno. Come padrino venne mandato il secondogenito dello zar, il giovane granduca Alessandro: il grande adolescente impacciato rovesciò un decanter di vino rosso durante il pranzo e Costantino, con i suoi modi bruschi, rimproverò il nipote dicendo “Guardate che maiale ci hanno mandato da San Pietroburgo." Naturalmente il futuro zar non dimenticò mai l'umiliazione e portò per il resto della vita rancore contro lo zio.
Costantino simpatizzava con i Polacchi e, ignorando il consiglio dei Generale di suo fratello, ritirò la legge marziale ed intraprese un programma politico liberale: il polacco venne reintegrato come la lingua ufficiale, l'università venne aperta svariati polacchi furono nominato nell'amministrazione, e si formò una corte polacca distinta da quella russa intorno al Governatore-Generale. Konstantin fece tutto ciò che era in suo potere per calmare i Polacchi, ma le sue riforme piene di buone intenzioni non erano abbastanza lontano per i nazionalisti, che non volevano nulla meno dell'indipendenza, anche con la forza se necessario.

Le truppe russe accampate a Varsavia durante la legge marziale del 1861

Comportandosi conformemente al parere dell'imperatore, Costantino ordinò una coscrizione di leva per un certo numero di giovani polacchi: il movimento, annunciato per il primo gennaio del 1863, era destinato non a rinforzare i battaglioni dell'esercito, ma per allontanare un certo numero di giovani radicali nazionalisti pericolosi. La soluzione fallì, dando il via alla cosiddetta Rivolta di gennaio. La resistenza nazionale si trasformò in una sollevazione generale che si sparse per le nove province polacche che costituivano la regione occidentale dell'impero russo, dove i proprietari terrieri ed il clero cattolico erano pronti a dare fiato al loro odio nei confronti della dominazione russa.
Gli intensi combattimenti, la protesta e perfino gli assassini politici, tutto questo mise a dura prova le riforme che Costantino aveva così duramente portato avanti: egli dovette dichiarare la legge marziale e reprime severamente la rivolta. Anche se esperto per quanto riguardava gli argomenti marittimi, Konstantin non sapeva assolutamente come gestire le lotte politiche schiacciò con pugno di ferro la sommossa. Nell'agosto 1863 chiese all'imperatore di sollevarlo dal compito di viceré e Alessandro II, informato di quanto tormentato fosse suo fratello per la situazione a Varsavia, accettò le sue dimensioni. L'insurrezione infine terminò nel maggio 1864, quando più il più conservatore Conte Theodore Berg venne mandato come sostituto del granduca.

## Presidente del Consiglio di Stato
Tornato nella capitale, Konstantin si dedicò di nuovo alla Marina Imperiale: passò sette anni a riformare il Dipartimento Navale, alterando le leggi e riorganizzando gli addestramenti delle reclute e riuscendo con successo a trasformare le circostanze spesso degradanti a bordo della maggior parte dei velieri per raggiungere standard ed aspettative moderne. La punizione corporale venne abolita nel 1863 ed il sistema tradizionale di reclutamento dei marinai venne drasticamente cambiato.
Alessandro II, che apprezzava il lavoro del fratello, ne fece il Presidente del Consiglio di Giustizia, dove presiedette lunghe sessioni e suggerì misure rivoluzionarie per rendere le leggi dell'impero russo più conformi a quelle degli altri paesi stranieri. In riconoscimento dei suoi servizi, Alessandro II lo nominò Presidente del Consiglio dei ministri nel 1865, carica che ricoprì per sedici anni: pur difettando nel tatto, fu sempre fedele al fratello e ne difese le opinioni, facendosi così ancora più nemici.
Konstantin presiedette molte istituzioni russe: fu Presidente del Comitato Geografico Russo e di parecchi istituti scolastici, compreso la Società Musicale Russa. Promotore delle cause dello slavismo, vide nell'est il futuro della Russia, ma non percependo la stretta continuità della Russia con l'Alaska se non come difficoltà all'impero, fu tra coloro che persuasero lo zar a venderla agli Stati Uniti nel 1867.

## Crisi in famiglia

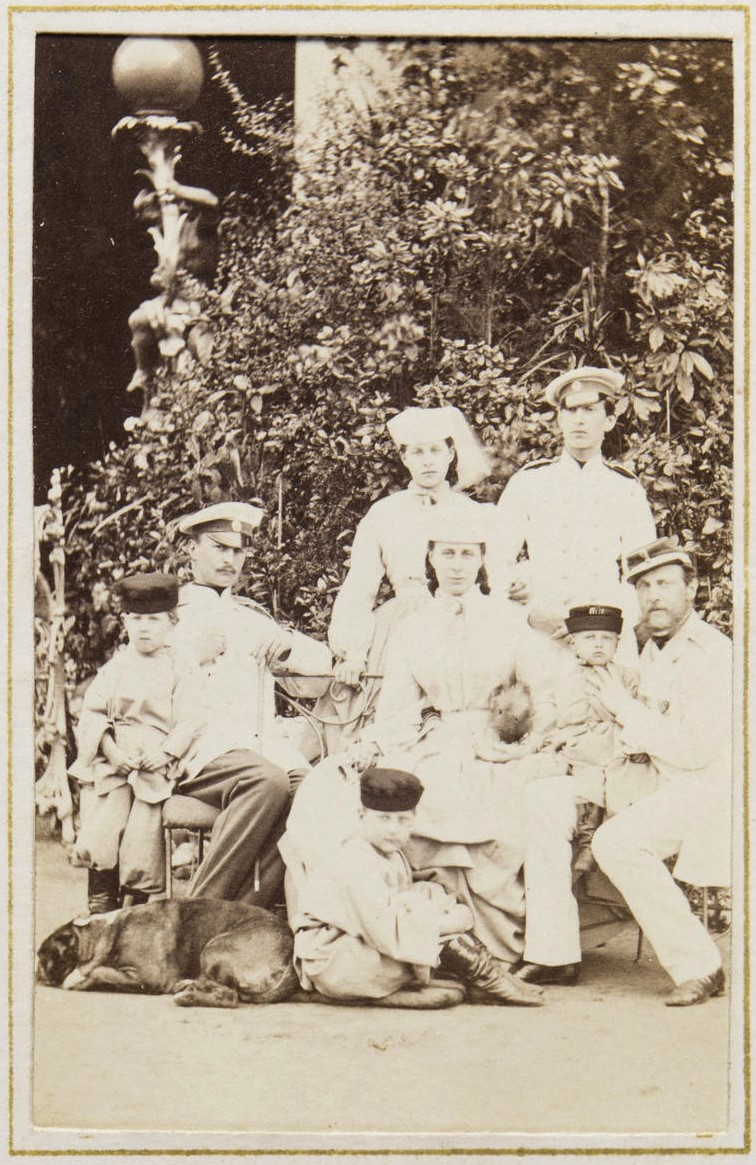
Il granduca Costantino con la sua famiglia (da sinistra a destra): il granduca Dmitrij Konstantinovič; un servo non identificato; sul pavimento il granduca Konstantin Konstantinovič; seduti la granduchessa Alessandra e Costantino, che tiene il granduca Vjačeslav Konstantinovič; dietro la granduchessa Ol'ga ed il granduca Nikolaj Konstantinovič.

Konstantin fu un padre amorevole. Nel 1867 la sua figlia maggiore Ol'ga sposò il re Giorgio I di Grecia: ella aveva solo sedici anni e il padre era inizialmente riluttante a lasciarla sposare così giovane; nel luglio 1868 il primo bambino di Olga nacque e venne chiamato come il nonno. L'inizio della vita familiare della figlia coincise con la fine del matrimonio del granduca.
Anche se aveva solo quarant'anni, le lotte e le fatiche del decennio appena passato per la riforma della Marina, dell'ordinamento giudiziario, la liberazione dei servi della gleba e tutto il resto prematuramente lo avevano invecchiato. Come Alessandro II si allontanò dalla via delle riforme che aveva caratterizzato il primo decennio di regno, l'influenza di Konstantin cominciò a calare ed egli iniziò a dedicarsi maggiormente alla propria vita privata. Dopo venti anni di matrimonio egli era oramai lontano dalla moglie, che aveva perso la propria bellezza, le loro idee politiche erano divergenti come i loro interessi: Aleksandra Iosifovna era conservatrice quanto suo marito era liberale, dedita al culto di ciò che restava della propria bellezza ed al misticismo e presto Konstantin iniziò a cercare altre donne.
Alla fine degli anni sessanta del secolo ebbe una relazione da cui nacque una figlia illegittima, Marie Condousso, che quando ebbe circa vent'anni venne mandata in Grecia come dama di compagnia della regina, di cui era sorellastra; ella alla fine sposò un banchiere greco. Poco dopo la nascita di Marie, Konstantin iniziò una nuova relazione: intorno al 1868 cominciò a frequentare una giovane ballerina del conservatorio della capitale; Anna Vasil'evna Kuznecova (1847-1922) era una ballerina e mima di talento, ed era la figlia illegittima della ballerina Tat'jana Markianovna Kuznecova e dell'attore Vasilij Andreevič Karatygin. Anna aveva vent'anni meno di Konstantin ed inizialmente gli resisté, ma nel 1873 diede alla luce il loro primo figlio, a cui ne seguirono quattro, che presero il cognome di Knjazev:
- Sergej Konstantinovič Knjazev (1873-1873).
- Marina Konstantinovna Knjazeva (8 dicembre 1875 - 8 giugno 1941), sposò il 24 aprile 1894 Aleksandr Pavlovič Eršov (6 luglio 1861), figlio del generale Pavel Eršov.
- Anna Konstantinovna Knjazeva (16 marzo 1878 - 5 febbraio 1920), sposò il 29 aprile 1898 Nikolaj Nikolaevič Ljalin (15 agosto 1869 - 14 febbraio 1920), figlio del generale Nikolaj Ljalin, Governatore Militare di Helsingfors. Ambedue morirono di tifo.
- Izmail Konstantinovič Knjazev (1879-1885); morto di scarlattina.
- Lev Konstantinovič Kniazev (1883-1885); morto di scarlattina.

Konstantin comprò alla sua seconda famiglia una grande comoda dacia nella sua proprietà a Pavlosvsk, alloggiando così la sua amante ed i loro figli in stretta vicinanza con la moglie legittima da cui viveva separato e che adesso chiamava “moglie per ordine del governo": ancora una volta il granduca dava munizioni ai suoi nemici e la società parteggiò ben presto per l'addolorata consorte, che subiva le infedeltà con dignità.
Nel 1874 esplose lo scandalo quando si scoprì che il primogenito di Konstantin, il granduca Nikolaj Konstantinovič, che aveva vissuto una vita dissipata ed aveva idee rivoluzionarie, aveva rubato tre grossi diamanti da un'icona nella camera da letto della madre con la complicità della sua amante, una cortigiana americana. Il giovane di ventiquattro anni fu dichiarato insano di mente e bandito a vita a Tashkent, una sperduta città dell'Asia centrale. Cinque anni dopo, per un'improvvisa febbre cerebrale, moriva il figlio minore, Vjačeslav Konstantinovič.

## La caduta
Sin dal 1865, Konstantin stava spingendo per una costituzione in Russia: come Presidente del Consiglio di Stato contribuì a preparare la proposta per un'assemblea elettiva limitata che Alessandro II avrebbe dovuto approvare il giorno in cui venne assassinato. Per il granduca ed i suoi colleghi riformatori, le speranze morirono pochi mesi dopo l'ascesa al trono del nuovo zar: Alessandro III di Russia distrusse la bozza di documento e poiché non aveva mai amato lo zio, che lo considerava come un "energico liberale", chiese che si dimettesse dall'incarico di Presidente del Consiglio di Stato. Konstantin rifiutò scrivendo che il proprio padre gli aveva "ordinato di servire sia il mio defunto fratello che i suoi successori. Nei miei ruoli di Presidente del Consiglio di Stato e Ammiraglio-Generale della Marina Imperiale, progetto di servire la Vostra Maestà con altrettanta fedeltà ed energia. Agendo in tal modo, compierò l'ultimo dei desideri del mio padre caro": questa non era la risposta che Alessandro III si aspettava e la volta successiva notificò allo zio non un suggerimento ma un ordine. Dopo sedici anni come Presidente del Consiglio dei ministri, Konstantin perse il posto e venne sostituito dal fratello, il ben più malleabile granduca Michail Nikolaevič Romanov; Alessandro III inoltre lo privò della posizione di capo del Dipartimento Navale, che andò al proprio fratello il granduca Aleksej Aleksandrovič Romanov. Konstantin non era più persona grata alla corte del nuovo zar.
Questi eventi lasciarono un uomo ancora abbastanza giovane, attivo e pieno di energie come Konstantin alla deriva, senza alcun ruolo adeguato. Era un giocatore di scacchi entusiaste ed i suoi problemi scacchistici furono pubblicati in riviste internazionali, ma quello non era un sostituto per la posizione che ha aveva avuto in precedenza. Passò sempre più tempo con la sua seconda famiglia, umiliando ulteriormente la moglie legittima: senza avere alcunché da fare si ritirò a Pavlovsk, spendente la maggior parte del suo tempo all'estero o nella sua proprietà in Crimea, Oreanda. Nell'agosto 1881 un incendio distrusse completamente l'edificio, che non venne mai ricostruito, e Konstantin da allora quand'era là visse in un padiglione di legno, e mentre vi soggiornava altre tragedie lo colpirono: nell'aprile 1885 i suoi due figli illegittimi più piccoli morirono in pochi giorni di scarlattina; dei cinque figli avuti dall'amante ne rimasero vive solo due, Marina ed Anna, che egli ricoprì d'affetto. Era inoltre molto vicino alla figlia maggiore Olga, che visitò in Grecia nel 1883 e il figlio di questa, il principe Cristoforo di Grecia lo ricordò per la sua voce tagliente e forte, che il nonno amava usare, di solito con i nuovi servitori ed in presenza degli ospiti. Senza alcun motivo ne guardava in modo truce uno e poi ne urlava il nome: alcuni di loro capivano lo scherzo e rimanevano calmi, altri si spaventavano e facevano cadere i piatti, divertendolo.

## Ultimi anni
Nel 1886 Costantino divenne furioso quando suo nipote Alessandro III di Russia limitò il titolo di granduca solo ai figli e ai nipoti degli imperatori, poiché questo significava che ai figli dei suoi figli sarebbe spettato solo il titolo di principe, ma non poté far nulla. Ai margini della corte, venne richiamato dal nipote imperatore solo in occasione del matrimonio del fratello di quest'ultimo, il granduca Pavel Aleksandrovič con Alessandra di Grecia, primogenita di sua figlia Ol'ga.
All'inizio dell'agosto 1889 il granduca soffrì di un colpo apoplettico che lo lasciò paralizzato dalla vita in giù ed incapace di parlare: la perdita della salute lo colpì duramente, soprattutto pensando l'uomo forte ed atletico che era stato. Invalido, iniziò a dipendere in tutto dai suoi attendenti e rimase confinato su una sedia a rotelle: la moglie specialmente si prese cura di lui, organizzandogli la vita e prendendosi così una sorta di vendetta per le umiliazioni passate e l'infedeltà. Aleksandra Iosifovna non cacciò Anna Kunecova e i figli dalla casa nelle vicinanze che Konstantin aveva assicurato a loro, ma si assicurò che gli attendenti del marito non ce lo portassero mai. Konstantin provò invano a convincerli a portarlo a vedere la sua seconda famiglia, ma essi erano sottoposti ai rigidi ordini della granduchessa e quindi finsero di non capire i desideri dell'uomo. Un giorno Konstantin afferrò per i capelli la moglie e la batté con un bastone prima che chiunque potesse intervenire.
Konstantin morì a Pavlovsk il 25 gennaio 1892: poco prima della morte sua moglie invitò l'amante e le loro due figlie a vederlo per un'ultima volta.

## Ascendenza
|                                   |                                  |                                           | Genitori                                               |  |  | Nonni |  |  | Bisnonni             |  |  | Trisnonni                          |  |
|                                   |                                  |                                           |                                                        |  |  |       |  |  | Pietro III di Russia |  |  | Carlo Federico di Holstein-Gottorp |  |
|                                   |                                  |                                           |                                                        |  |  |       |  |  | Pietro III di Russia |  |  | Carlo Federico di Holstein-Gottorp |  |
|                                   |                                  | Anna Petrovna Romanova                    |                                                        |  |  |       |  |  | Pietro III di Russia |  |  |                                    |  |
| Paolo I di Russia                 |                                  |                                           |                                                        |  |  |       |  |  | Pietro III di Russia |  |  |                                    |  |
|                                   |                                  | Caterina II di Russia                     | Cristiano Augusto di Anhalt-Zerbst                     |  |  |       |  |  |                      |  |  |                                    |  |
|                                   |                                  | Caterina II di Russia                     | Cristiano Augusto di Anhalt-Zerbst                     |  |  |       |  |  |                      |  |  |                                    |  |
|                                   |                                  | Caterina II di Russia                     | Giovanna di Holstein-Gottorp                           |  |  |       |  |  |                      |  |  |                                    |  |
| Nicola I di Russia                |                                  | Caterina II di Russia                     |                                                        |  |  |       |  |  |                      |  |  |                                    |  |
|                                   |                                  | Federico II Eugenio di Württemberg        | Carlo I Alessandro di Württemberg                      |  |  |       |  |  |                      |  |  |                                    |  |
|                                   |                                  | Federico II Eugenio di Württemberg        | Carlo I Alessandro di Württemberg                      |  |  |       |  |  |                      |  |  |                                    |  |
|                                   |                                  | Federico II Eugenio di Württemberg        | Maria Augusta di Thurn und Taxis                       |  |  |       |  |  |                      |  |  |                                    |  |
| Sofia Dorotea di Württemberg      |                                  | Federico II Eugenio di Württemberg        |                                                        |  |  |       |  |  |                      |  |  |                                    |  |
|                                   |                                  | Federica Dorotea di Brandeburgo-Schwedt   | Federico Guglielmo di Brandeburgo-Schwedt              |  |  |       |  |  |                      |  |  |                                    |  |
|                                   |                                  | Federica Dorotea di Brandeburgo-Schwedt   | Federico Guglielmo di Brandeburgo-Schwedt              |  |  |       |  |  |                      |  |  |                                    |  |
|                                   |                                  | Federica Dorotea di Brandeburgo-Schwedt   | Sofia Dorotea di Prussia                               |  |  |       |  |  |                      |  |  |                                    |  |
| Konstantin Nikolaevič Romanov     |                                  | Federica Dorotea di Brandeburgo-Schwedt   |                                                        |  |  |       |  |  |                      |  |  |                                    |  |
|                                   | Federico Guglielmo II di Prussia | Augusto Guglielmo di Prussia              |                                                        |  |  |       |  |  |                      |  |  |                                    |  |
|                                   | Federico Guglielmo II di Prussia | Augusto Guglielmo di Prussia              |                                                        |  |  |       |  |  |                      |  |  |                                    |  |
|                                   | Federico Guglielmo II di Prussia | Luisa Amalia di Brunswick-Wolfenbüttel    |                                                        |  |  |       |  |  |                      |  |  |                                    |  |
| Federico Guglielmo III di Prussia | Federico Guglielmo II di Prussia |                                           |                                                        |  |  |       |  |  |                      |  |  |                                    |  |
|                                   |                                  | Federica Luisa d'Assia-Darmstadt          | Luigi IX d'Assia-Darmstadt                             |  |  |       |  |  |                      |  |  |                                    |  |
|                                   |                                  | Federica Luisa d'Assia-Darmstadt          | Luigi IX d'Assia-Darmstadt                             |  |  |       |  |  |                      |  |  |                                    |  |
|                                   |                                  | Federica Luisa d'Assia-Darmstadt          | Carolina del Palatinato-Zweibrücken-Birkenfeld         |  |  |       |  |  |                      |  |  |                                    |  |
| Carlotta di Prussia               |                                  | Federica Luisa d'Assia-Darmstadt          |                                                        |  |  |       |  |  |                      |  |  |                                    |  |
|                                   |                                  | Carlo II di Meclemburgo-Strelitz          | Carlo Ludovico Federico di Meclemburgo-Strelitz        |  |  |       |  |  |                      |  |  |                                    |  |
|                                   |                                  | Carlo II di Meclemburgo-Strelitz          | Carlo Ludovico Federico di Meclemburgo-Strelitz        |  |  |       |  |  |                      |  |  |                                    |  |
|                                   |                                  | Carlo II di Meclemburgo-Strelitz          | Elisabetta Albertina di Sassonia-Hildburghausen        |  |  |       |  |  |                      |  |  |                                    |  |
| Luisa di Meclemburgo-Strelitz     |                                  | Carlo II di Meclemburgo-Strelitz          |                                                        |  |  |       |  |  |                      |  |  |                                    |  |
|                                   |                                  | Federica Carolina Luisa d'Assia-Darmstadt | Giorgio Guglielmo d'Assia-Darmstadt                    |  |  |       |  |  |                      |  |  |                                    |  |
|                                   |                                  | Federica Carolina Luisa d'Assia-Darmstadt | Giorgio Guglielmo d'Assia-Darmstadt                    |  |  |       |  |  |                      |  |  |                                    |  |
|                                   |                                  | Federica Carolina Luisa d'Assia-Darmstadt | Maria Luisa Albertina di Leiningen-Dagsburg-Falkenburg |  |  |       |  |  |                      |  |  |                                    |  |
|                                   |                                  | Federica Carolina Luisa d'Assia-Darmstadt |                                                        |  |  |       |  |  |                      |  |  |                                    |  |